# Adraneothrips saturatus
Adraneothrips saturatus är en insektsart som beskrevs av Cott 1956. Adraneothrips saturatus ingår i släktet Adraneothrips och familjen rörtripsar. Inga underarter finns listade i Catalogue of Life.